# Acartia hongi
Acartia hongi is een eenoogkreeftjessoort uit de familie van de Acartiidae. De wetenschappelijke naam van de soort is voor het eerst geldig gepubliceerd in 2000 door Soh & Suh.